# Nanocoquimba
Nanocoquimba is een geslacht van kreeftachtigen uit de klasse van de Ostracoda (mosselkreeftjes).

## Soorten
- Nanocoquimba apiata Ohmert, 1968 †
- Nanocoquimba guangdongensis Gou in Gou, Zheng & Huang, 1983 †
- Nanocoquimba labyrinthica Ramos, 1996
- Nanocoquimba pulchra Ramos, 1996